# NexGen

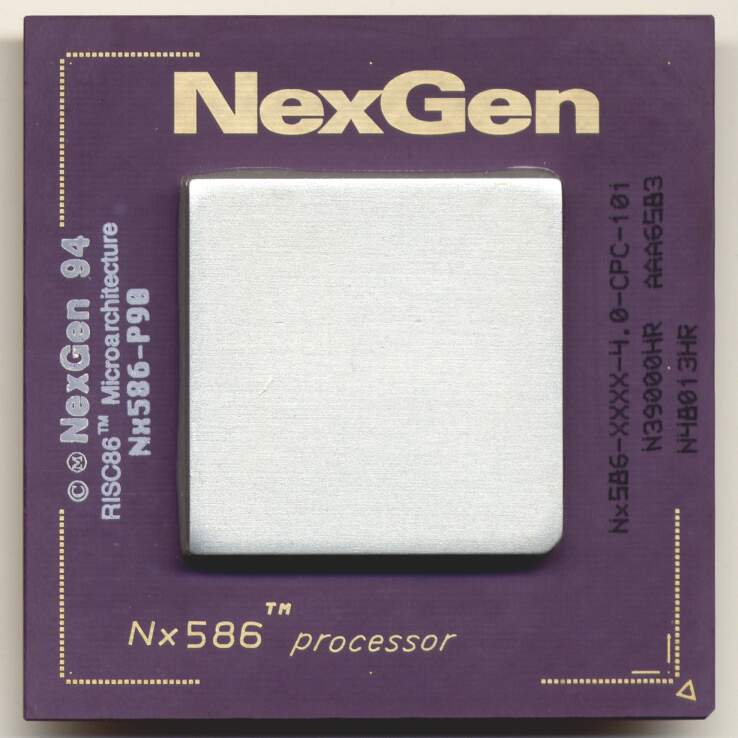
Procesor NexGen Nx586 / 84 MHz

NexGen byla americká firma sídlící v Milpitas v Kalifornii produkující x86 kompatibilní procesory. Stejně jako například Cyrix neměl NexGen vlastní výrobní kapacity a výrobou pověřil IBM. NexGen byl roku 1996 odkoupen společností AMD.

## Historie
NexGen založil Thomas Thampy a byla financována firmou Compaq.
Thomas měl plán vytvořit klony Intel procesorů i386. Na vývoji se podíleli inženýři jako Mack McFarland, Dave Stiles, Greg Favor a Korbin Van Dyke.

## Vývoj

### CPU
NexGen na rozdíl od společnosti AMD neměl s Intelem žádnou dohodu, proto musel s vývojem i386 procesorů začít od začátku.
Po sedmi letech vývoje v roce 1994 byl oznámen první zajímavý procesor. Byl plně kompatibilní s i386 a jeho instrukcemi.
Nx586 byl první, po Pentiu, superskalární procesor, byl schopný zpracovat 3 instrukce za jednu dobu. Využíval 32 KB L1 cache rozdělenou na dvě 16 KB instrukční a datovou (Harvardská architektura), na rozdíl od Pentia které mělo jen 16 KB.
NexGen nemělo vlastní továrny, proto zvolilo stejně jako předtím Transmeta za partnera pro produkci jejich chipů IBM. Na začátku roku 1994 vydali 70 MHz procesor vyráběný 500nm technologií (v roce 1995 440nm) s 3.5 miliony tranzistorů, 4V napájení, ve 160mm2. Frekvence sběrnice byla 2x nižší než frekvence procesoru – 35 MHz pro 70 MHz procesory. V listopadu 1995 byl vypuštěn koprocesor Nx587. Stejného počtu tranzistorů bylo dosaženo přidáním koprocesoru na externí chip. Později NexGen vypustil novou verzi procesoru Nx586fp který kombinoval procesor a koprocesor.

### Socket
Jako většina inovací, i Nx586 se nevyhnul problémům s kompatibilitou, používal vlastní socket 463, proto měl svoje vlastní chipsety:
- NexGen NxVL
- NexGen NxPCI

Použití vlastního socketu a chipsetu byl hlavní důvod ne moc velkého úspěchu těchto procesorů, ačkoliv tento procesor mohl s pentiem snadno soupeřit. V listopadu 1995 začala první oficiální vlna marketingu, Nx586 PR110 a Nx586 PR120 měly trochu nižší frekvenci než výkonnostní hodnocení, Nx586 byl taktován na 111Mhz, ale rychlost Nx586 v celočíselných operacích byla 1.5krát lepší než Pentium 120.

### Výroba
Procesor a chipsety byly podporovány sedmi výrobci základních desek, čtyřmi výrobci PC třetích stran a cena byla velmi dobrá: 133 MHz procesor – $447 (levnějsí než Pentium 133).

### Nástupce Nx586
V říjnu 1995 NexGen na MicroProcesor Foru představil vzorky dalšího procesoru:
- socket stejný jako Nx586
- 180Mhz
- napětí 2.5V
- 4W spotřeba
- FSB – 60 MHz (násobič byl ze 2 zvýšen na 3)
- 350nm technologie výroby
- 6 milionů tranzistorů oproti 3.5 milionů v Nx586
- 48 KB L1 cache (dvakrát vyšší frekvence) 16 KB instrukční a 32 KB datová
- řadič L2 cache podporuje velikost až 2 MB na stejné frekvenci jako procesor
- byla přidána multimediální instrukční sada MMX

Vývojáři tvrdili, že rychlost v celočíselných operacích musí být dvakrát vyšší než Pentium Pro běžící na stejné frekvenci a o 33% rychlejší v operacích s plovoucí desetinnou čárkou.

## AMD
Na začátku roku 1996 byl NexGen odkoupen společností AMD za 850 milionů dolarů. Procesor Nx586 byl upraven pro potřeby AMD, potom se stal hlavní jednotkou procesoru AMD K6. K AMD od NexGenu přešli i dva dřívější zaměstnanci Intelu.